# سلحفاة سبيك مفصلية الظهر
سلحفاة سبيك مفصلية الظهر هي نوع من السلاحف البرية، تنتمي إلى جنس السلاحف المفصلية. تعيش هذه السلحفاة في شرق أفريقيا، بمنطقةٍ واسعةٍ تمتدُّ من كينيا جنوباً إلى سوازيلاند، وبالجوار إلى موزمبيق وكوازولو ناتال. وهي تقطن سهوب السافانا والمناطق الصخرية الجافة المغطاة بالشجيرات.

## الوصف
لدى سلحفاة سبيك مفصلية الظهر صدفة طويلةٌ نسبةً إلى عرضها، وقد يصل طولها إلى 20 سنتيمتراً، وتكون في العادة مسطحة إلى حدٍّ كبير. لدى السلحفاة مفصلٌ مميز عند مؤخرتها مثل باقي أنواع جنس السلاحف المفصلية، وهو يمكِّنها من حماية الجانب الخلفي من جسدها عند الضرورة. للذكور ذيولٌ أطول من ذيول الإناث، كما إنَّ سطح أصدافها السفلي مقعر قليلاً على عكس الإناث التي يكون مسطحاً عندها.